# Zunilito
Zunilito – miejscowość na południowym zachodzie Gwatemali, w departamencie Suchitepéquez. Według danych szacunkowych z 2012 roku liczba mieszkańców wynosiła 4 918 osób. 
Zunilito leży około 11 km na północny zachód od stolicy departamentu – miasta Mazatenango. Miejscowość leży na wysokości 780 metrów nad poziomem morza, w pobliżu wulkanu Zunil, w górach Sierra Madre de Chiapas. 

## Gmina Zunilito
Miejscowość jest także siedzibą władz gminy o tej samej nazwie, która jest jedną z dwudziestu gmin w departamencie. W 2013 roku gmina liczyła 7 223 mieszkańców. Gmina jak na warunki Gwatemali jest mała, a jej powierzchnia obejmuje 78 km². Jest zamieszkała głównie przez ludność posługującą się językiem kicze. Mieszkańcy gminy utrzymują się głównie z uprawy roli i rzemiosła artystycznego. W rolnictwie dominuje uprawa kawowca, bananowców, fasoli, kukurydzy, kakao, mango, pomarańczy i mandarynek. 
Klimat gminy jest równikowy, według klasyfikacji Köppena, należy do klimatów tropikalnych monsunowych, z wyraźną porą deszczową występującą od maja do października.